# Calendário macedónico
O calendário macedónico ou calendário macedónio é um calendário lunissolar que se usava na Antiga Macedónia durante o primeiro milénio a.C.. É composto por doze meses lunares sinódicos (por exemplo, 354 dias por ano) que necessitavam da intercalação de mais meses para que ficassem alinhados com as estações do ano. Quando o calendário se usava por todo o mundo helénico, adicionaram-se no total sete embólimos (meses intercalares) a cada ciclo metónico de 19 anos.
Os nomes do calendário macedónio continuaram em uso na Síria, mesmo durante a era cristã. O calendário macedónio era basicamente o calendário babilónico, usando nomes macedónios em vez dos originais babilónios. Por exemplo, as inscrições de um calendário solar macedónio do século V a.C. de Decápole, Jordânia, começam pelo nome audineus. Este tipo de calendário solar misturar-se-ia mais tarde com o calendário juliano e, de facto, na província romana da Macedónia usavam-se ambos os calendários.
- Δίος (Deus, lua de outubro)
- Απελλαίος (Apellaios, lua de novembro, também um mês dórico)
- Αυδυναίος ou  Αυδναίος (Audunaios o Audnaios, lua de dezembro, também um mês cretense)
- Περίτιος (Peritios, lua de janeiro)
- Δύστρος (Dystros, lua de fevereiro)
- Ξανδικός  ou  Ξανθικός (Xandikos o Xanthikos, lua de março)
  - Ξανδικός Εμβόλιμος (Xandikos Embolimos, intercalado seis vezes num ciclo metónico de 19 anos)
- Αρτεμίσιος  ou  Αρταμίτιος (Artemisios ou Artamitios, lua de abril, também mês em Esparta, Rodes e Epidauro - Artemisiōn era um mês jónico)
- Δαίσιος (Daisios, lua de maio)
- Πάνημος  ou  Πάναμος (Panēmos ou Panamos, lua de junho, também mês em Epidauro, Mileto, Ilha de Samos e Corinto)
- Λώιος (Lōios, lua de julho - Ομολώιος, Homolōios, era um mês etólio, beócio e tessálio)
- Γορπιαίος (Gorpiaios, lua de agosto)
- Υπερβερεταίος (Hyperberetaios, lua de setembro - Hyperberetos era um mês cretense)
  - Υπερβερεταίος Εμβόλιμος (Hyperberetaios Embolimos, intercalado uma vez num ciclo metónico de 19 anos)